# Sèrie 111 de FGC
La sèrie 111 de Ferrocarrils de la Generalitat de Catalunya (FGC) va estar formada per vint unitats de tren (UT) elèctriques d'ample de via estàndard de tres cotxes, construïdes per les empreses nacionals MACOSA i La Maquinista Terrestre i Marítima, amb llicències de la francesa Alsthom, que van prestar servei a la línia Barcelona-Vallès entre els anys 1983 i 2015. Van ser els primers trens adquirits per FGC, en una comanda conjunta amb els de la sèrie 211 de via mètrica per la línia Llobregat-Anoia, i suposaren el primer pas per la completa renovació del parc de material mòbil, força envellit en aquell moment.
Sempre han estat coneguts amb el malnom castellanitzat de Copitos, fent al·lusió al color blanc del llavors famós goril·la Floquet de Neu del Parc Zoològic de Barcelona.

## Història
L'empresa pública catalana Ferrocarrils de la Generalitat de Catalunya (FGC) es va constituir el 5 de setembre de 1979, per fer-se càrrec dels dos ferrocarrils que fins llavors explotava la també empresa pública, però espanyola, FEVE. Un d'ells és el que llavors es coneixia com a "Catalunya i Sarrià" (actualment Línia Barcelona-Vallès, BV) que, partint de l'estació de Plaça Catalunya a Barcelona, arribava fins a l'Avinguda Tibidabo i Reina Elisenda dins de la ciutat (fent un servei de metro) i fins a les ciutats de Terrassa i Sabadell. Tant els darrers anys de l'explotació d'aquest ferrocarril per part de les empreses privades que n'eren concessionàries (Ferrocarriles de Cataluña S.A. i Ferrocarril de Sarriá a Barcelona S.A.), com durant el període transitori en que va ser operat per FEVE, es van gastar molt pocs diners en el manteniment de les instal·lacions i del material. Per aquest motiu, el 1980 FGC va redactar el "Pla General d'actuació pel període 1981-1990", que pretenia no només reconstruir els decrèpits ferrocarrils, sino millorar-los per convertir-los en els eficients serveis de transport que son ara.
Aquest pla preveia la renovació del material rodant, tant modernitzant les sèries existents, com adquirint nous trens. Pel servei de viatgers, el 1981 FGC va contractar la fabricació de 25 unitats de tren elèctriques, de les quals vint serien d'ample de via estàndard per la línia "Catalunya i Sarrià" i cinc de via mètrica per la línia de "Catalans". Totes elles serien idèntiques, formades per tres cotxes (dos cotxes motors amb cabina de conducció als extrems, i un cotxe remolc entre ells), malgrat que existirien algunes diferències entre les dels dos amples de via: caixes més estretes i mes curtes, estreps a les portes d'accés i dotació de WC per les de via mètrica.
En aquell moment, pel servei a la línia "Catalunya i Sarrià" es disposava de:
- Un tren de tres cotxes de la sèrie 10-27, del tipus "Metàl·lics", fabricats entre els any 1912 i 1922. S'utilitzava en reforços del servei suburbà.
- Tretze trens de tres cotxes de la sèrie 400, del tipus "Granotes", fabricats entre els anys 1943 i 1977. Es feien càrrec del servei suburbà.
- 28 automotors elèctrics de la sèrie 600, del tipus "Perico", fabricats entre els anys 1952 i 1975. Estaven destinats al servei urbà, circulant normalment acoblats en compossicions de dos o tres cotxes.
- Quatre trens de dos cotxes de la sèrie 300, cedits temporalment pel Ferrocarril Metropolità de Barcelona (FMB), fabricats l'any 1959. Estaven destinats, en exclusiva, al servei urbà de la línia de Reina Elisenda.

Quan entressin en servei, els nous trens de la sèrie 111 substituirien als de les sèries 10-27, 600 i 300, mentre que els de la sèrie 400 serien modernitzats. Amb els nous trens, a més, s'ampliaria la capacitat de transport de la línia, doncs els 39 cotxes de les series antigues serien substituïts pels 60 cotxes de la nova sèrie.

### Fabricació i dificultats

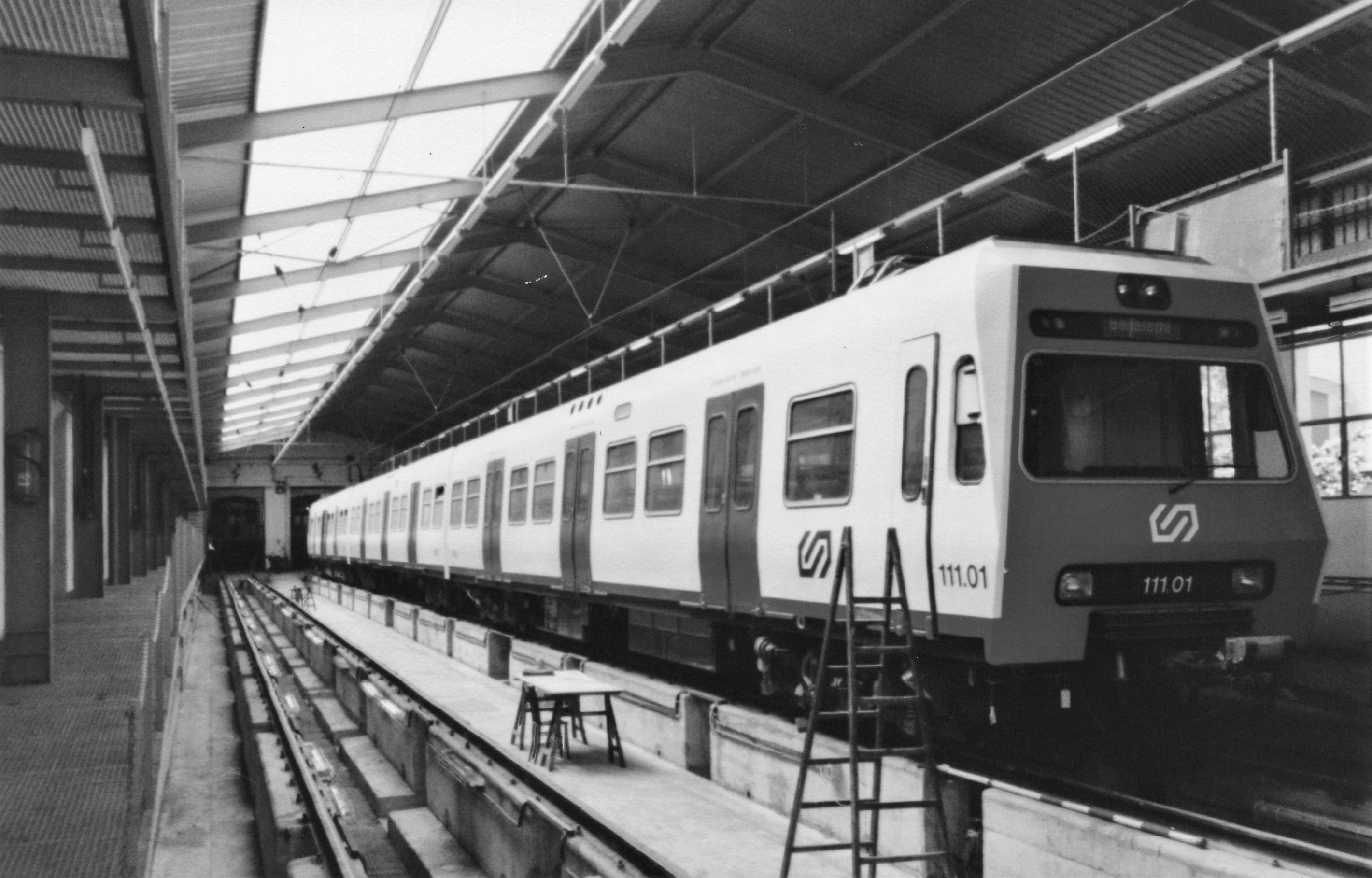
La primera UT al desaparegut taller de Sarrià, l'11 de juny de 1983, durant les proves prèvies a la seva posada en servei.

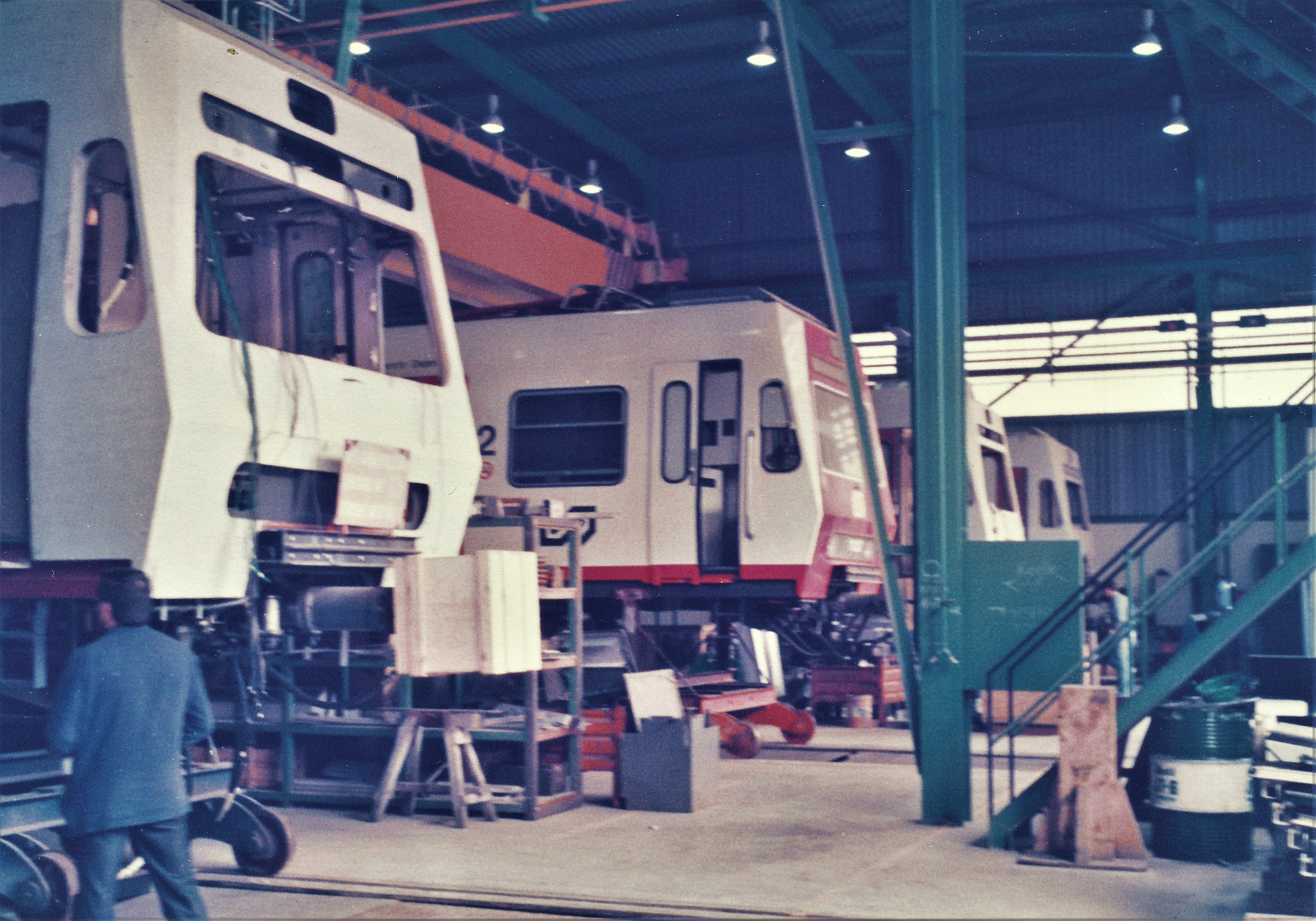
Construcció de les UT 111 a la factoría de MTM, al barri de Sant Andreu de Barcelona, el 27 de juny de 1985.

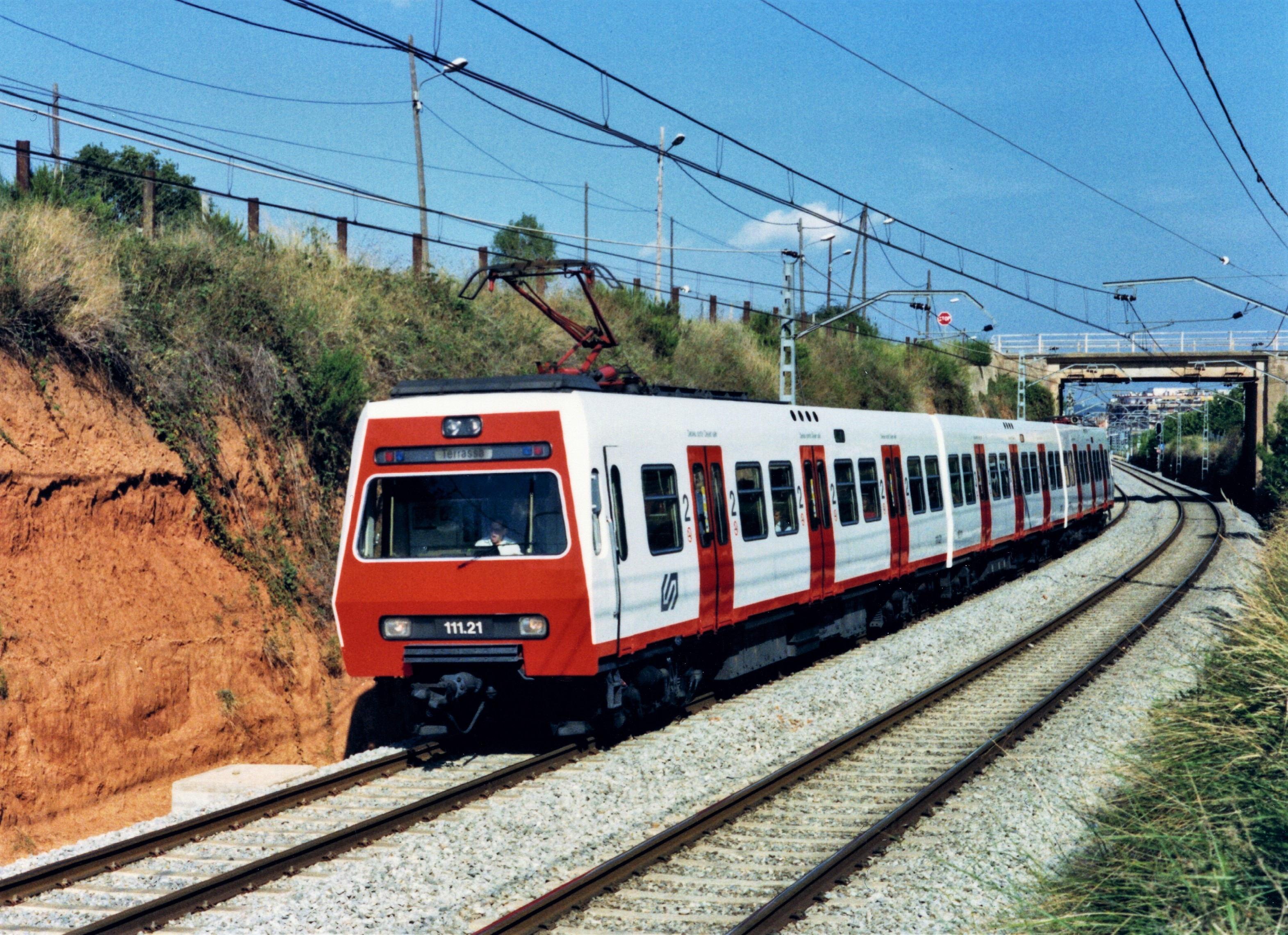
La UT 111.11 a Sant Cugat del Vallès, fent un tren de Terrassa a Barcelona.

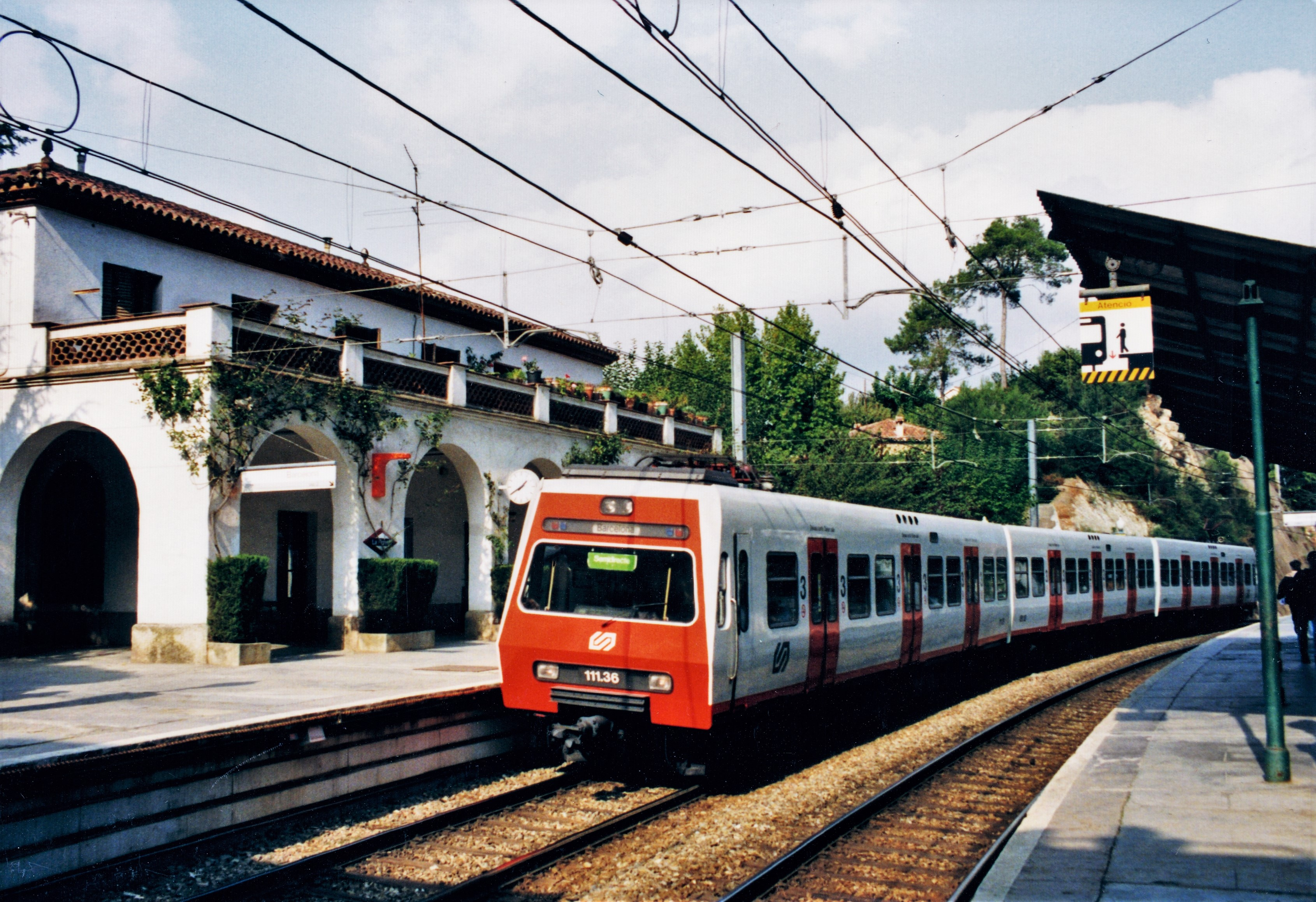
Un tren semi-directe de Sabadell a Barcelona al seu pas per la Floresta.

Després d'analitzar les ofertes presentades per diferents fabricants al corresponent concurs públic, es va adjudicar la fabricació de les 25 UT a les empreses nacionals La Maquinista Terrestre i Marítima (MTM) i MACOSA, i a la francesa Alsthom. El 3 de febrer de 1981, el president d'FGC va signar una carta d'intencions adreçada a aquests fabricants, informant-los de l'adjudicació, i de que la signatura del contracte estava pendent de la formalització d'un crèdit bancari per 6.000 milions de pessetes (36 milions d'Euros). Aquest tràmit va endarrerir un parell de mesos la signatura del contracte, doncs era el primer crèdit internacional demanat per una comunitat autònoma. Finalment, el contracte per la fabricació dels 25 trens es va signar el 29 de juny de 1981.
Pel que fa a les 20 UT de la sèrie 111, la fabricació es va repartir així:
- MTM va fabricar les 40 caixes dels cotxes motors, tots els bogis i 64 motors elèctrics de tracció.
- MACOSA va fabricar les 20 caixes dels cotxes remolcs.
- Alsthom va fabricar tots els equipaments elèctrics i electrònics dels trens i 16 motors elèctrics de tracció.

Tot i que no formava part de les empreses guanyadores del concurs, va tenir una participació destacada en la fabricació dels trens l'empresa suïssa Alusuisse, que va construir tots els perfils extrusionats d'aliatges d'alumini amb els que es van muntar les caixes dels trens.
En el moment de la seva adquisició, FGC preveia la posterior compra d'altres 26 UT del mateix tipus, de les quals 14 serien per la línia "Catalunya i Sarrià", per tal de reemplaçar als trens de la sèrie 400. El 22 de febrer de 1983, el Consell Executiu de la Generalitat de Catalunya va aprovar un projecte de llei per autoritzar una operació de crèdit de 8.600 milions de Pessetes, destinats a la compra d'aquests trens. No obstant, aquesta opció no es va exercir mai, sens dubte per les dificultats en la posada a punt dels nous trens, que va endarrerir la seva entrada en servei uns quants anys, especialment els de la sèrie 211 de la línia "Catalans".
El primer tren va ser entregat pels fabricants a FGC el 22 de febrer de 1983. Va ser transportat sobre tres camions especials a través dels carrers de Barcelona durant el dia, en el que sembla una gran operació de publicitat, fins ser descarregats els seus cotxes al taller de Sarrià. Era previst que la seva entrada en servei comercial es produís el següent mes de juliol; no obstant, diverses dificultats tècniques, especialment en els seus equipaments elèctrics i electrònics, ho van endarrerir fins al 17 de setembre, quan va fer el primer tren amb viatgers entre Bellaterra i Barcelona, després de ser oficialment inaugurat pel llavors President de la Generalitat de Catalunya, Molt Honorable Jordi Pujol i Soley.
El calendari contractual preveia l'entrega del segon tren entre els mesos de maig i juny de 1983, i de la resta abans de l'abril de 1984, a raó de dos trens cada mes. Però la realitat va ser molt diferent, i les entregues es van endarrerir uns quants anys. La posada a punt dels llavors innovadors equipaments electrònics va ser més laboriosa del previst, i va obligar a realitzar diverses modificacions que no es van incorporar als trens en construcció fins a la completa validació a les primeres UT. Finalment, els altres 19 trens d'aquesta sèrie van ser rebuts per FGC i autoritzats a circular durant un llarg període de cinc anys:
- la segona UT l'any 1983;
- les UT 3 a 7 l'any 1984;
- les UT 8 a 13 l'any 1985;
- les UT 14 a 16 l'any 1986;
- i les quatre UT restants (17 a 20) l'any 1987, amb més de tres anys de retard.

A finals de l'any 1984, de les set UT rebudes, només circulaven cinc en proves i, esporàdicament, fent servei comercial. La primera UT rebuda, la 111.01, va ser retornada a la factoria de MTM per realitzar diverses modificacions. La vuitena UT, que va fer el seu primer viatge comercial el 28 de febrer de 1985, va ser la primera en incorporar totes les modificacions tècniques necessàries per corregir els problemes de les set primeres. En aquell moment, la UT 111.02 també es trobava de nou a la factoria de MTM, per fer les modificacions pertinents. Posteriorment, també van tornar a la factoria de MTM les UT 111.03 a 111.07. L'octubre de 1985 eren allà les unitats 01, 02, 04 i 05, i estaven en servei la 03 i de la 06 a la 11, trobant-se la 12 en proves de recepció.

### Serveis
A mesura que s'anaven posant en servei, en primer lloc van començar a circular a les línies urbanes entre Barcelona Plaça Catalunya, Reina Elisenda (actuals línies L6 i L12) i l'Avinguda Tibidabo (actual línia L7). En aquests serveis van substituir, en primer lloc, als trens de la sèrie 300 que prestaven servei a la línia de Reina Elisenda, i que van ser retornats al Ferrocarril Metropolità de Barcelona entre els anys 1985 i 1986. Després van rellevar als trens de la sèrie 600 a la línia del Tibidabo, que es van retirar completament del servei entre els anys 1986 i 1987. Per fer aquests serveis eren necessàries un total de nou UT (cinc a la línia de Reina Elisenda i quatre a la del Tibidabo).
A partir de l'any 1985 també van començar a fer trens del servei suburbà fins a Terrassa i Sabadell (actuals línies S1 i S2), i trens parcials fins a Sant Cugat Centre, Rubí i la Universitat Autònoma. Això va suposar la retirada del servei de l'únic tren Brill original del ferrocarril el 1986, i va facilitar que es completés el procés de modernització dels trens de la sèrie 400.
El 14 de novembre de 1987, en disposar ja de prou UT noves, van entrar en vigor uns nous horaris (l'anomenat Itinerari CS02). La principal millora va ser augmentar la freqüència de trens entre Barcelona Plaça Catalunya, Terrassa i Sabadell, passant de dos a tres cada hora, un d'ells semidirecte.
Durant uns anys van seguir fent els mateixos serveis, fins que a mitjans dels anys noranta es va fer una modificació del servei dels dissabtes, diumenges, festius i tots els dies del mes d'agost. Aquest nou servei suposava que aquests dies tots els trens eren atesos només per trens de la sèrie 111, permetent una reducció dels temps de viatge (per la major acceleració i desacceleració d'aquests respecte els de la sèrie 400) i una reducció dels torns de personal d'acompanyament de trens, innecessaris a les 111 però imprescindibles als Quatre-cents, perquè tenien que accionar la obertura i el tancament de les portes dels viatgers.
La primavera de 1995, FGC va rebre la primera UT de la nova sèrie 112. Amb les setze unitats del primer lot en servei, el 25 de juny de 1996 va entrar en vigor un nou horari (el conegut internament com a CS03), que va suposar la posada en servei de l'anomenat "Metro del Vallès". A l'augment de freqüències del servei suburbà, s'afegí la reducció dels temps de viatge, doncs tots els trens es feien ja només amb les UT modernes de les sèries 111 i 112, retirant-se del servei els ja vells Quatre-cents. Les 111 van continuar fent els mateixos serveis que abans, doncs les de la sèrie 112 no podien efectuar els trens del servei urbà degut a que les andanes d'algunes estacions no admetien els trens de quatre cotxes.
El 25 de juliol de 2003, els fabricants van entregar la primera UT del segon lot de la sèrie 112, la 112.17. La resta d'unitats (112.18 a 22) es van rebre al llarg del segon semestre d'aquell any. El 3 de novembre del mateix any, les 22 UT d'aquesta sèrie van començar a fer també els trens del servei urbà de la línia L6, en haver-se completat les obres de perllongament d'andanes a les estacions de La Bonanova i Les Tres Torres.

### El final de la sèrie

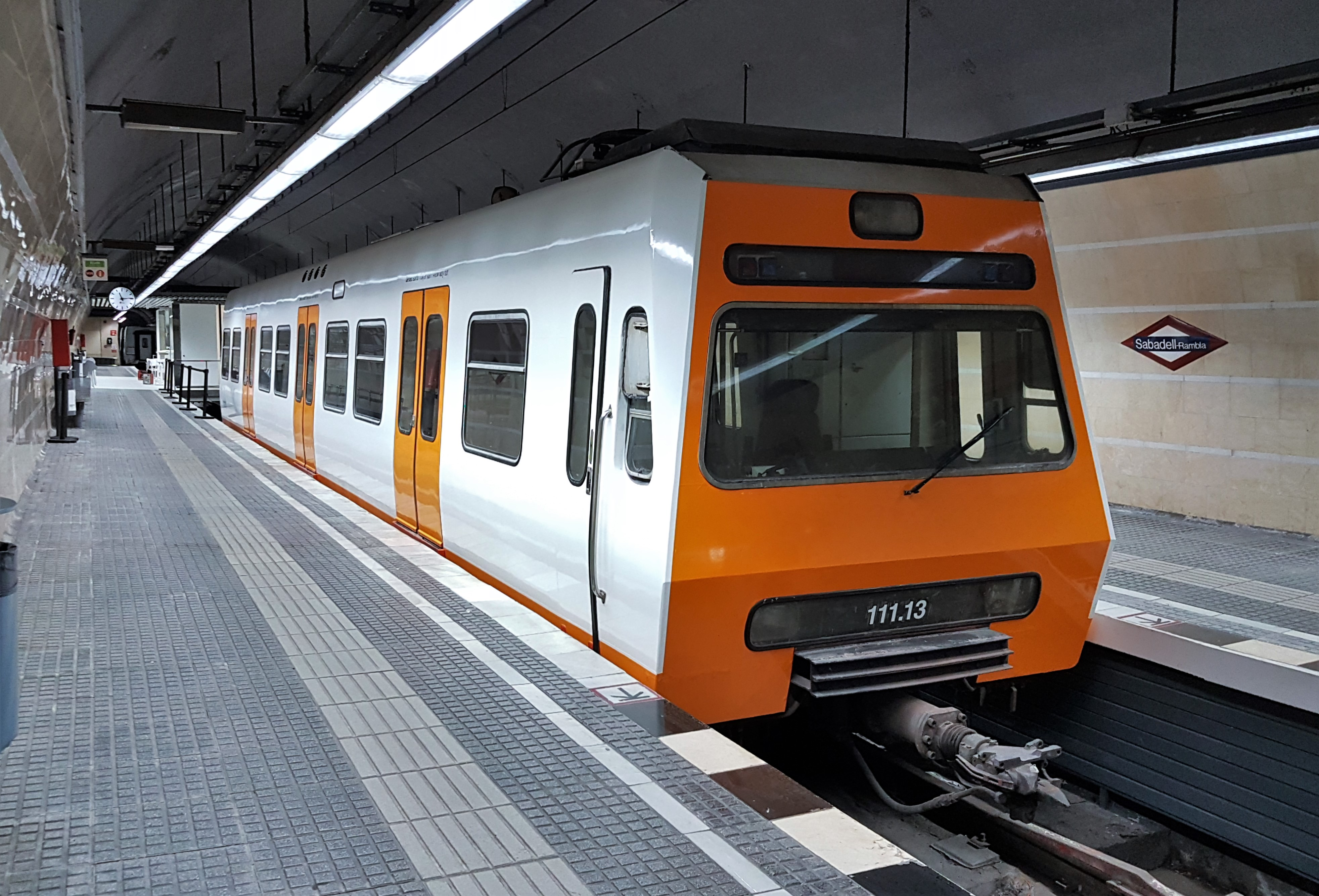
Cotxe motor 111.13 al Centre de Desenvolupament Professional Ferroviari de Sabadell Rambla. Els altres dos cotxes de la Ut són al fons del túnel.

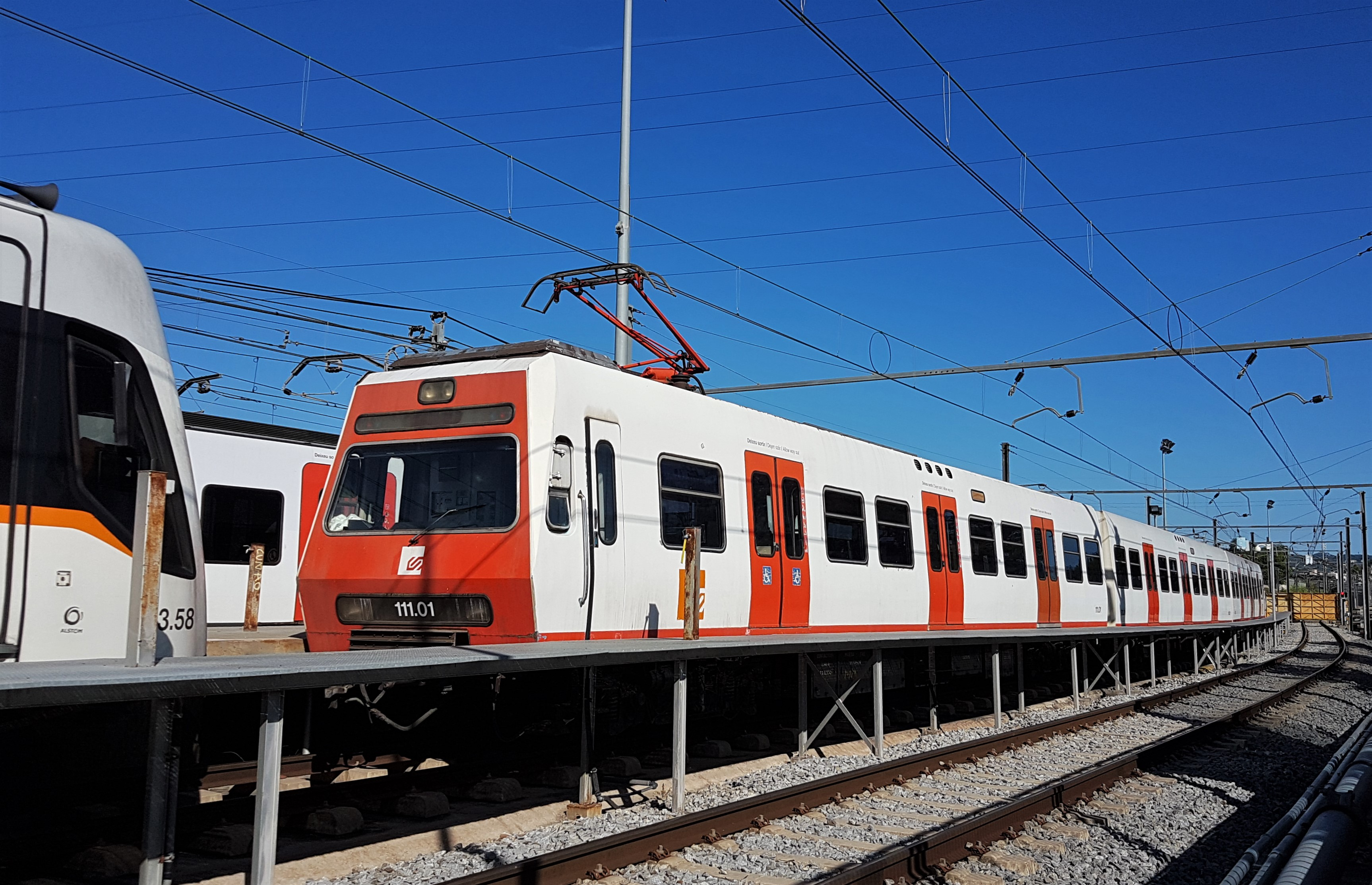
La 111.01 preservada com a material històric i utilitzada com a tren de socors al COR, el 5 de juny de 2020.

El novembre de 2009, FGC va adjudicar a Alstom i CAF la construcció de 24 noves UT de quatre cotxes, per substituir les de la sèrie 111 i atendre les noves prolongacions de les línies a Terrassa i Sabadell. La primera UT, de la nova sèrie 113, va ser entregada pels fabricants l'abril de 2013. Aquell mateix any es va modificar el contracte amb els fabricants, de manera que només es fabricarien 19 UT de la sèrie 113, i a les altres cinc es modificaria la composició amb només tres cotxes, per substituir a les 111 a la línia del Tibidabo. Aquestes cinc UT formarien la sèrie 114.
Els trens de la sèrie 113 van entrar en servei comercial el 27 de gener de 2014. A finals d'aquell any ja estaven en servei les 19 UT. El 20 de desembre de 2014 van començar a circular les dues primeres de la sèrie 114, posant-se en servei les altres tres abans d'acabar l'any.
A mesura que començaven a circular aquests trens, s'anaven retirant del servei els de la sèrie 111. El maig de 2014, FGC va licitar el desballestament de 19 de les 20 UT (una es preservaria com a material històric). A més, es van posar a la venda diversos elements dels trens, com ara seients, plaques, velocímetres, etcètera, podent-los adquirir qualsevol particular a través del web d'eBay. Aquell mateix mes va començar el transport de diversos cotxes cap al ferraller, per alliberar espai pels nous trens de les sèries 113 i 114. A l'octubre, les 111 ja només feien habitualment el servei de la línia del Tibidabo. En aquell moment es va fer una permuta de cotxes entre les UT 05 i 16, quedant la primera formada pels cotxes 111.05, 181.05 ex 181.16 i 111.55 ex 111.66. Al final de l'any 2014 quedaven oficialment en servei set unitats de tren. La darrera UT que va prestar servei comercial va ser la 111.05, que va ser apartada del servei a principis de febrer de 2015.
FGC va organitzar un acte oficial de comiat de les UT 111 pel 23 de setembre de 2015, amb un viatge entre les estacions de Plaça Catalunya i Reina Elisenda. El mateix dia, però, es va cancel·lar l'acte. El motiu va ser que diversos trens de la sèrie van tornar a fer servei comercial a la línia del Tibidabo, degut a que les cinc UT de la sèrie 114 es van haver d'apartar el mateix dia per problemes als frens, per defectes de fabricació. Van tornar a circular regularment les unitats 02 (tot i que es va renumerar com a 01) i la 13. Finalment, un cop reparades les UT de la sèrie 114, van ser definitivament retirades del servei el desembre de 2015.
Les dues van ser conservades per FGC: la 01 (ex 02) com a material històric, i la 13 a l'antiga estació de Sabadell-Rambla, on el 2018 es va inaugurar el Centre de Desenvolupament Professional Ferroviari, un espai de formació interna i externa. Posteriorment, la 01 es va adaptar pel seu ús com a tren de socors, en substitució del format pels antics automotors de la sèrie 400 numerats com a 162.02 (ex 413, ex 409) i 162.03 (ex 609).

## Característiques tècniques

### Quadre de característiques
| Característica            | unitat | Cotxe M1   | Cotxe Ri   | Cotxe M2   |
| ------------------------- | ------ | ---------- | ---------- | ---------- |
| Anys construcció          |        | 1983-1987  | 1983-1987  | 1983-1987  |
| Quantitat                 |        | 20         | 20         | 20         |
| Rodatge                   |        | B'B'       | 2'2'       | B'B'       |
| Potència en règim continu | kW     | 1.104      | 1.104      | 1.104      |
| Velocitat màxima          | km/h   | 90         | 90         | 90         |
| Sistemes de seguretat     |        | ATP i ATO  | ATP i ATO  | ATP i ATO  |
| Comandament múltiple      |        | No disposa | No disposa | No disposa |
| Longitud unitat de tren   | mm     | 60.530     | 60.530     | 60.530     |
| Longitud de les caixes    | mm     | 19.300     | 19.300     | 19.300     |
| Tara unitat de tren       | kg     | 105.050    | 105.050    | 105.050    |
| Pes màxim unitat de tren  | kg     | 149.120    | 149.120    | 149.120    |
| Tara de cada cotxe        | kg     | 39.100     | 28.250     | 37.700     |
| Pes màxim per eix         | T      | 13,3       | 10,9       | 13,0       |
| Places assegudes          |        | 56         | 64         | 56         |
| Places dempeus            |        | 121        | 126        | 121        |

### Part mecànica

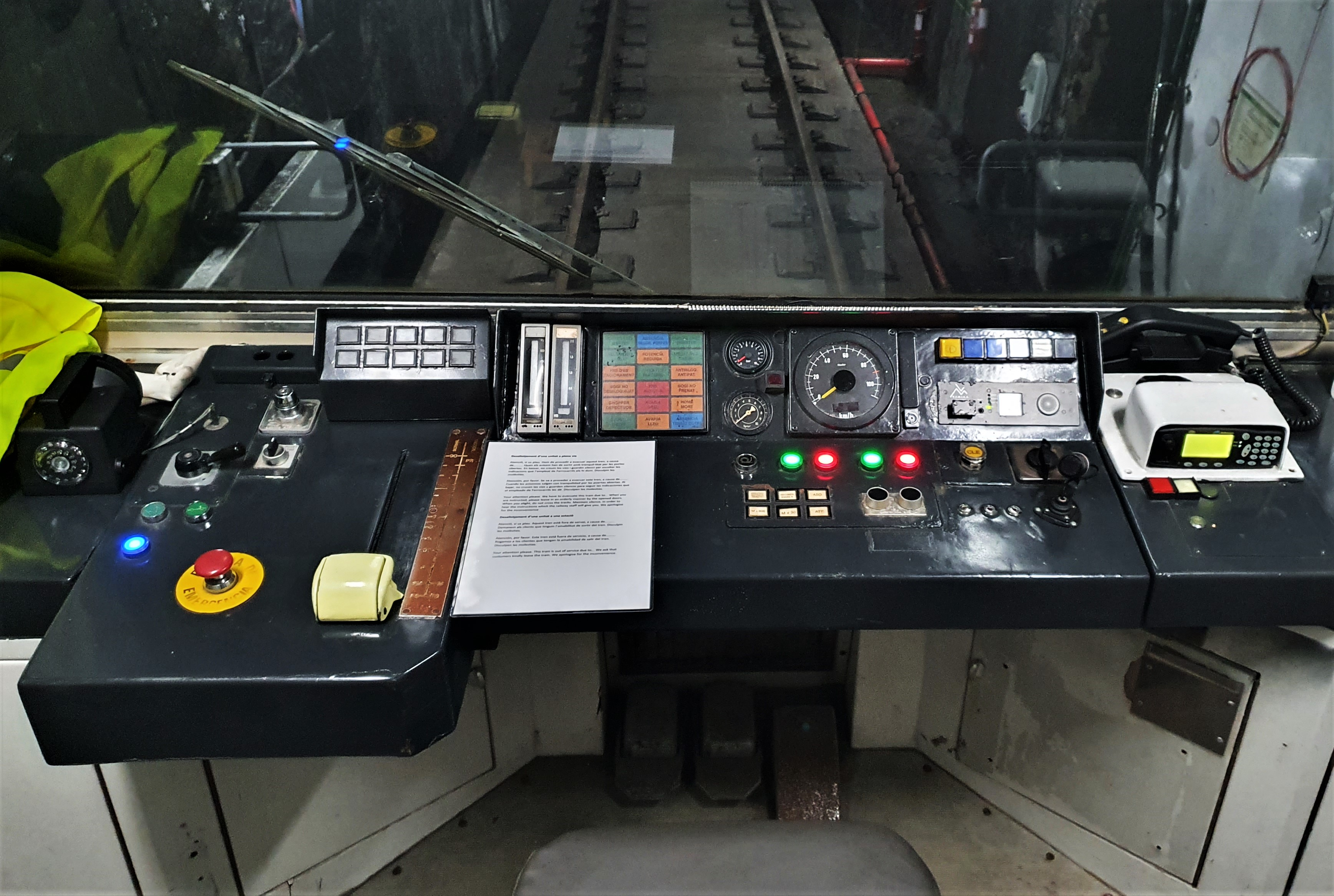
Pupitre de conducció en el seu estat final, amb els equipaments d'ATP i ATO i el sistema de comunicació Tetra.

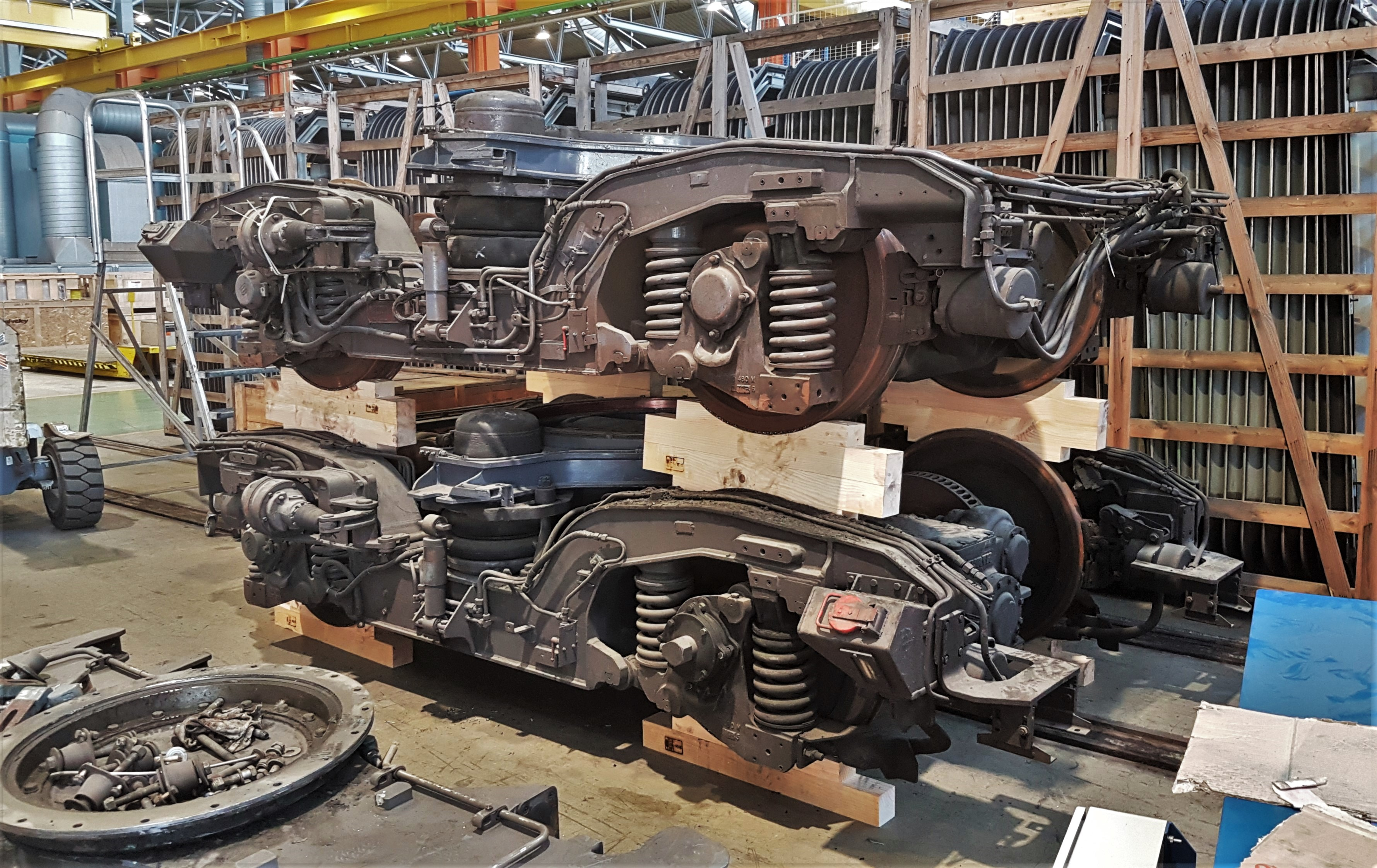
Dos bogis al taller de Rubí.

Les UT de la sèrie 111 estaven formades per tres cotxes: dos motrius amb una cabina de conducció a cada extrem (M1 costat Terrassa/Sabadell i M2 costat Barcelona), i un cotxe remolc situat entre els dos motrius (cotxe Ri). Malgrat que els dos cotxes motrius són iguals, no tenen els mateixos equipaments tècnics, motiu pel qual sempre han de circular un de cada a totes les composicions.
Les caixes dels cotxes, d'estructura autoportant, estaven construïdes amb perfils extruïts d'aliatges lleugers d'alumini, soldats entre ells. Aquests perfils, alguns d'ells de grans dimensions, van ser fabricats per l'empresa suïssa especialitzada Alusuisse, que els va subministrar als fabricants MTM i MACOSA. La caixa de cada vehicle es recolza sobre dos bogis de dos eixos. Al sostre hi ha els equipaments de climatització i, a més, als cotxes motrius un pantògraf i un disjuntor. Sota el pis de les caixes dels cotxes pengen els diferents equipaments tècnics.
Cada cotxe disposava de tres portes d'accés pels viatgers a cada lateral. De doble full, inicialment el seu accionament era pneumàtic. L'any 1992 va començar la modificació del sistema d'accionament de les portes d'accés de viatgers, donat que era l'element que provocava més avaries, degut a un error de disseny. La primera UT modificada va ser la 111.04. El nou sistema, a més de millorar la fiabilitat, va incorporar la detecció d'atrapament i un petit estrep per reduir la distància entre els cotxes i les andanes. Sembla que aquest nou sistema tampoc va donar bons resultats, doncs es va modificar de nou a partir de l'any 1996, substituint-lo per un altre d'accionament elèctric. A més, a cada cabina de conducció hi havia una porta d'accés per costat, d'accionament manual.
Els tres cotxes de cada UT estaven units entre ells amb acoblaments semi-permanents, i disposaven d'unes portes a les testeres per passar de l'un a l'altre, tot i que només eren accesibles pel personal ferroviari. Als extrems de cada tren hi havia dos enganxalls automàtics del tipus BSI-Kompakt (del fabricant alemany Bergische Stahlindustrie, a Remscheid), que només es feien servir per remolcar les UT en cas d'avaria.
Interiorment, el terra era de fusta ignífuga recoberta amb material sintètic, i les parets i el sostre estaven fets amb grans panells de plàstic de color beix. L'enllumenat es feia mitjançant tubs fluorescents. Al sostre hi havia les canalitzacions del sistema de climatització, capaç de subministrar aire fred i calent o ventilació. Inicialment, les UT es van fabricar sense l'equipament d'aire condicionat, tot i que estaven preparades per instalar-lo. La primera UT que el va incorporar de fàbrica va ser la 111.07, i posteriorment aquest equipament es va instal·lar a les sis primeres UT (111.01 a 111.06). Per aquest motiu, les finestres es podien obrir en el terç superior. Quan es va instal·lar l'equipament d'aire condicionat, la seva obertura estava bloquejada amb la clau de quadradet. Disposaven també d'estors. Pel temps fred, hi havia uns calefactors elèctrics sota els seients. Els seients estaven disposats en grups de dos enfrontats. Malgrat ser tots iguals, el cotxe M1 era de segona classe, i els altres dos de tercera classe. Aquesta diferenciació es mantenia per tal de poder facilitar places assegudes a qui en volia, mitjançant l'adquissició d'un bitllet de segona classe, especialment en els tres de l'hora putna. L'1 de gener de 1995, FGC va suprimir les dues classes als trens de la línia Barcelona-Vallès, sent des de llavors totes les places de classe única. Com que no hi havia cap diferència entre els cotxes de segona i de tercera classe, això no va suposar cap modificació als trens d'aquesta sèrie. Els trens d'aquesta línia van ser els darrers d'Espanya que conservaven l'anacrònica tercera classe, desapareixent definitivament dels nostres ferrocarrils en aquella data. A partir de l'any 1997 es va fer una petita modificació interior, habilitant els espais més propers a les dues cabines de conducció per allotjar una persona en cadira de rodes i d'altres amb cotxets de nens o embalums. Per alliberar l'espai necessari es van desmuntar sis dels vuit seients.
Les dues cabines de conducció tenien un únic seient central, i un senzill pupitre de conducció. S'hi podia accedir per les dues portes laterals, o per una porta que donava al departament de viatgers. No disposaven de climatització independent (feien servir el mateix equipament de la sala de viatgers), però si calefacció pròpia. Hi ha havia dues petites finestres que es podien obrir parcialment.
Tots els bogis eren idèntics, d'un disseny d'Alsthom. Estaven formats per una estructura en forma d'hac, construïda amb xapes d'acer. Aquesta estructura subjectava els dos eixos mitjançant caixes de greix i una suspensió primària de molles helicoïdals. La caixa dels cotxes es recolzava sobre els dos bogis mitjançant una travessa balladora (amb una corona de gir), i aquesta sobre els bogis mitjançant les dues balones pneumàtiques de la suspensió secundària. Cada eix, d'acer forjat amb rodes monobloc, tenia calat un disc de fre, sobre el que actuaven les mordasses del fre pneumàtic. A més, cada roda disposava d'una sabata de fre, que complementava l'esforç de frenat. Els bogis motrius, a més, incorporaven un sol motor de tracció situat entre els eixos, que atacava ambdós eixos mitjançant cardans i reductores. El pes d'un bogi motor era de 8.341 kg, i el d'un remolcat de 5.365 kg.

### Equipament elèctric
Cada cotxe motriu estava equipat amb un pantògraf Faiveley d'accionament pneumàtic, que captava el corrent elèctric a 1.200 Vcc de la catenària. Aquesta tensió es va pujar a 1.500 Vcc el 25 d'abril de 1995, sense que impliqués cap modificació a les UT, doncs l'equipament estava preparat per funcionar nominalment amb tensions de catenària d'entre 1.000 i 1.800 Vcc. Donat que els dos pantògrafs estaven interconnectats elèctricament, en servei normal només un d'ells estava pujat (habitualment, el del cotxe M1). Després de cada pantògraf hi havia un parallamps, un disjuntor extra-ràpid i un filtre d'entrada.
L'equipament de tracció era idèntic i independent a cada cotxe motriu. Estava format per un chopper amb tiristors, equipament electrònic que permetia variar a voluntat la tensió d'alimentació dels motors de tracció i, per tant, la seva acceleració. Es complementava amb un chopper de shuntat per tal de reduir el camp magnètic dels inductors dels motors de tracció a velocitats elevades. Pel frenat elèctric es feia servir el mateix chopper de tracció; el corrent generat llavors pels motors de tracció, que passaven a comportar-se com a generadors, era retornat a la catenària si hi havia altres trens consumint corrent elèctric en aquella secció, o transformat en calor a les resistències de fre, situades sota el bastidor del cotxe M2 i refrigerades amb un ventilador elèctric.
Els quatre motors de tracció eren de corrent continu, del model TAO 679 A2 d'Alsthom. Funcionaven a una tensió d'entre 0 i 750 Vcc, amb una intensitat nominal de 400 A. Els dos motors del mateix cotxe estaven connectats en sèrie entre si, i aquest grup en paral·lel amb els de l'altre cotxe motor.
Pels serveis auxiliars, cada cotxe disposava d'un convertidor, de 14 kVA de potència els dels cotxes motors, i de 75 kVA de potència el del cotxe remolc. Els primers alimentaven els carregadors de les bateries, l'enllumenat, els circuits de control i la ventilació dels equipaments de tracció. El segon alimentava els equipaments de climatització.

### Sistemes pneumàtics i de fre
Cada UT disposava d'un sol compressor principal d'aire, situat sota el cotxe M2, que alimentava el sistema a una pressió d'entre 8 i 10 kg/cm². Era de pistons, accionat elèctricament amb un motor de corrent continu alimentat directament des de la catenària, i podia produir fins a 1.650 litres per minut. L'aire comprimit es feia servir pel fre pneumàtic; l'accionament de les portes de passatge (fins a l'any 1996); la suspensió secundària; els pantògrafs; els miralls retrovisors; les botzines; els greixadors de pestanya; i les sorreres. Disposava d'un segon compressor auxiliar, situat sota el cotxe M1, que es feia servir només per elevar el pantògraf quan no hi havia reserva d'aire comprimit als dipòsits principals. Era accionat també per un motor elèctric, però en aquest cas alimentat des de les bateries.
El funcionament del fre pneumàtic era controlat electrònicament, i combinat amb el fre elèctric. Quan l'equip de control del tren demanava l'accionament del fre, primer actuava el fre elèctric, sent complementat pel fre pneumàtic en cas de necessitar un esforç superior. En aquest cas, es donava una ordre a les electrovàlvules, que deixaven passar l'aire a pressió dels dipòsits principals cap als cilindres de fre, primer als de disc, i quan aquests feien un esforç de fre d'uns dos terços, es complementava amb el fre de sabates. Per si fallava el sistema electrònic de control, a la cabina de conducció es disposava d'un comandament elèctric que permetia accionar directament el fre pneumàtic. Per unes electrovàlvules diferents s'accionava el fre d'urgència, ja fos per una ordre donada pel maquinista o per l'actuació automàtica d'algun dels sistemes de seguretat. A cada bogi, un dels cilindres de fre estava equipat amb fre d'estacionament per molla acumuladora, que actuava davant la manca de pressió d'aire i garantia la immobilitat del tren.

### Equipament de control
El control del funcionament del tren era mixte elèctric i electrònic: la major part d'elements s'accionaven mitjançant comandaments elèctrics; però el control de la tracció i el fre es feia electrònicament. La conducció del tren es feia mitjançant un únic comandament, conegut com a manipulador de tracció/fre, i oferia tres modes de funcionament:
- En condicions normals, es feia servir el mode de velocitat prefixada: el maquinista desplaçava el manipulador endavant o enrere per tal d'augmentar o disminuir la velocitat de consigna, i els equipaments electrònics regulaven la tensió d'alimentació dels motors elèctrics de tracció per tal d'accelerar el tren fins a la velocitat demanada i, un cop assolida, mantenir-la. Per mantenir la velocitat de consigna independentment del traçat, la electrònica ordenava petites acceleracions o desacceleracions als motors de tracció, podent variar la velocitat real respecte de la de consigna fins a 3 km/h.[37] Per frenar el tren, el maquinista havia de reduir la velocitat de consigna fins a la desitjada (fins i tot a 0 km/h), i la electrònica donava les ordres corresponents per activar el fre elèctric i, si calia, complementar-lo amb el pneumàtic. A més, el manipulador de tracció/fre disposava d'una zona de frenat per sota del valor zero de velocitat, on el maquinista podia accionar a voluntat el fre pneumàtic fins a una darrer posició de fre d'urgència.
- En cas d'avaria dels chopper, el tren podia continuar la marxa amb l'anomenada tracció de socors. Llavors es feien servir les resistències de fre situades al cotxe M2 per tal de variar la tensió d'alimentació dels motors de tracció, intercalant o eliminant resistències en sèrie. El mode es seleccionava mitjançant un commutador i es feia servir el mateix manipulador de tracció/fre, però de forma diferent: el maquinista anava eliminant o afegint resistències manualment per tal de variar l'esforç de tracció. El fre elèctric quedava inoperatiu i només es podia frenar amb el pneumàtic, accionat també manualment.
- Per tal de poder moure independentment un sol cotxe motor dins dels tallers, separat de la resta del tren, disposava d'un mode de conducció de maniobres. Per regular la tracció, al cotxe M1 es feia servir el chopper, i al cotxe M2 les resistències de fre. En ambdós casos la velocitat màxima quedava limitada a 9 km/h.

El mes de juny de 1992 es va instal·lar a la UT 111.14 un prototipus del sistema ATO (operació automàtica del tren), que permet la conducció automàtica del tren sense intervenció del maquinista, prenent les dades de la velocitat a circular del sistema de seguretat ATP, i donant les ordres corresponents de velocitat de consigna als equipaments electrònics del tren. Les primeres proves es van fer a la línia del Tibidabo. Després de molts anys de proves, el sistema es va anar instal·lant progressivament a totes les UT, restant completada aquesta actuació l'any 2011.
La resta de comandaments, tots elèctrics, corresponien als elements de posada en servei, o fora de servei, de la UT; de l'accionament de les portes de passatge; el comandament independent d'accionament del fre pneumàtic; accionament manual de retrovisors i botzines; i diversos elements d'anul·lacions de seguretats, per tal de poder retirar la UT del servei en cas d'avaria. Disposava de diversos indicadors de tensió, intensitat i pressió, i un panell indicador d'avaries, amb diverses llums que informaven d'on estava el problema.

### Equipaments de seguretat
Les UT 111 estaven equipades amb diversos sistemes de seguretat, sent els principals:
- Sistema d'home mort, que aturava el tren davant defalliments del maquinista.
- Sistema ATP (Protecció Automàtica del Tren), que informava al maquinista de les indicacions dels senyals i velocitats màximes permeses, i supervisava el seu compliment, provocant l'aturada d'emergència en cas contrari. Aquest sistema es va començar a implantar l'any 1987.[40]
- Llaç de portes, que impedia la circulació del tren amb alguna porta de viatgers no tancada i enclavada.
- Mínima pressió d'aire, que impedia la marxa del tren i el bloquejava en cas de pressió d'aire insuficient per frenar.
- Aparells d'alarma pels viatgers. Si la velocitat del tren era inferior a 20 km/h, provocaven l'aturada d'emergència; si la velocitat era superior, no aturaven el tren i s'activava un sistema de comunicació amb el maquinista.

### Prestacions i operació
La potència màxima d'una UT era de 1.104 kW, i la velocitat màxima de 90 km/h. L'acceleració màxima era d'1,0 m/s², i la desacceleració màxima amb el frenat d'emergència d'1,3 m/s². Quan funcionava amb tracció de socors, la velocitat màxima era la mateixa, però l'acceleració quedava notablement reduïda. Les UT no es podien acoblar entre si en comandament múltiple (la longitud de les andanes no permet fer composicions dobles), però si entre elles, i amb les de la sèrie 112, per remolcar-les en cas d'avaria. En aquest cas l'acoblament era només mecànic i pneumàtic, per subministrar aire pel fre a la UT remolcada.
El manteniment dels trens es va fer inicialment al taller de l'Sarrià. A partir de l'1 de gener de 1995 es va posar en servei, progressivament, el Centre Operatiu de Rubí, traslladant-se un temps després el manteniment dels trens des del taller de Sarrià (que va ser tancat i derruït).

### Imatge i numeració

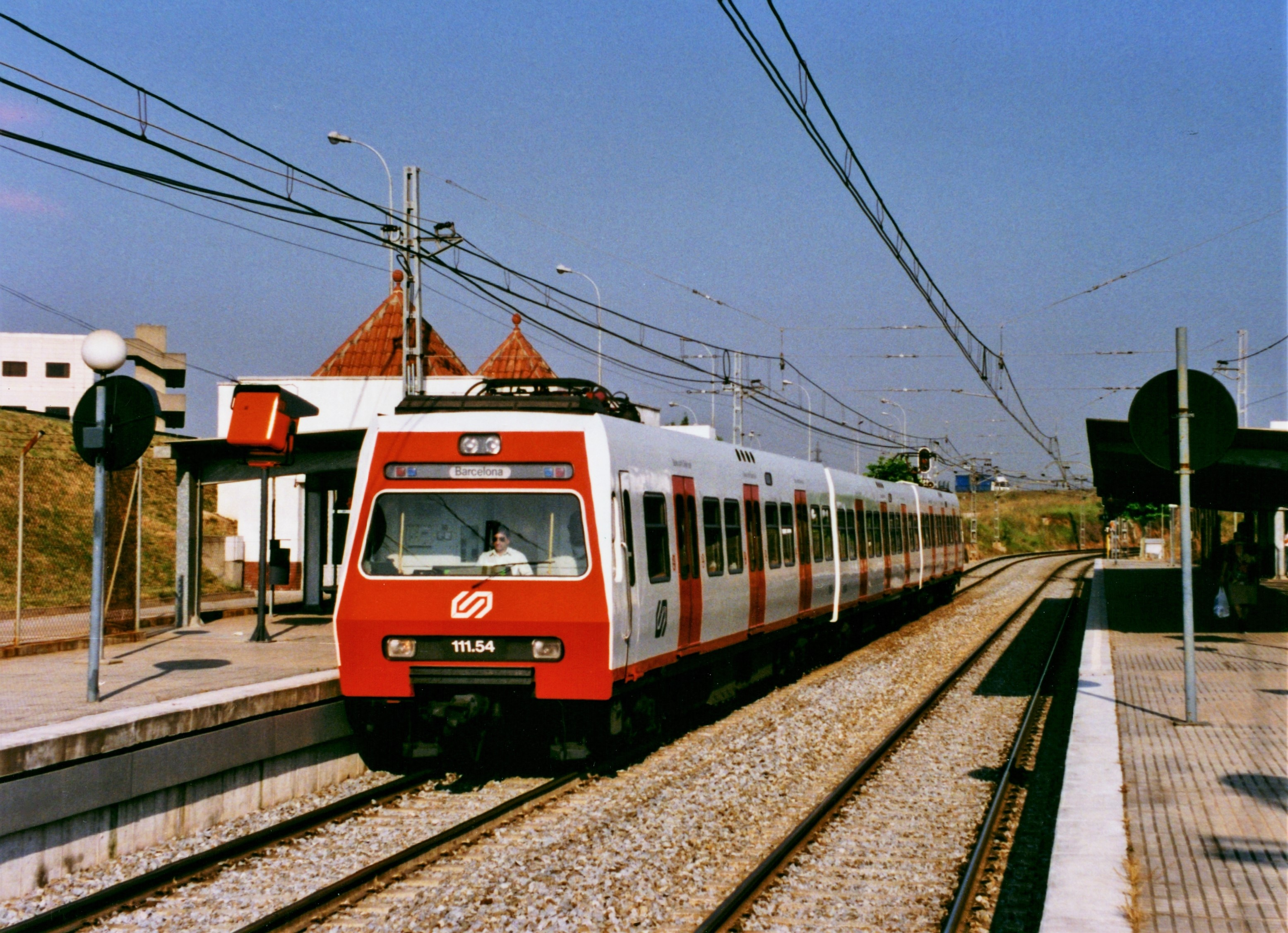
La UT 111.04 amb la nova numeració, l'any 1996.

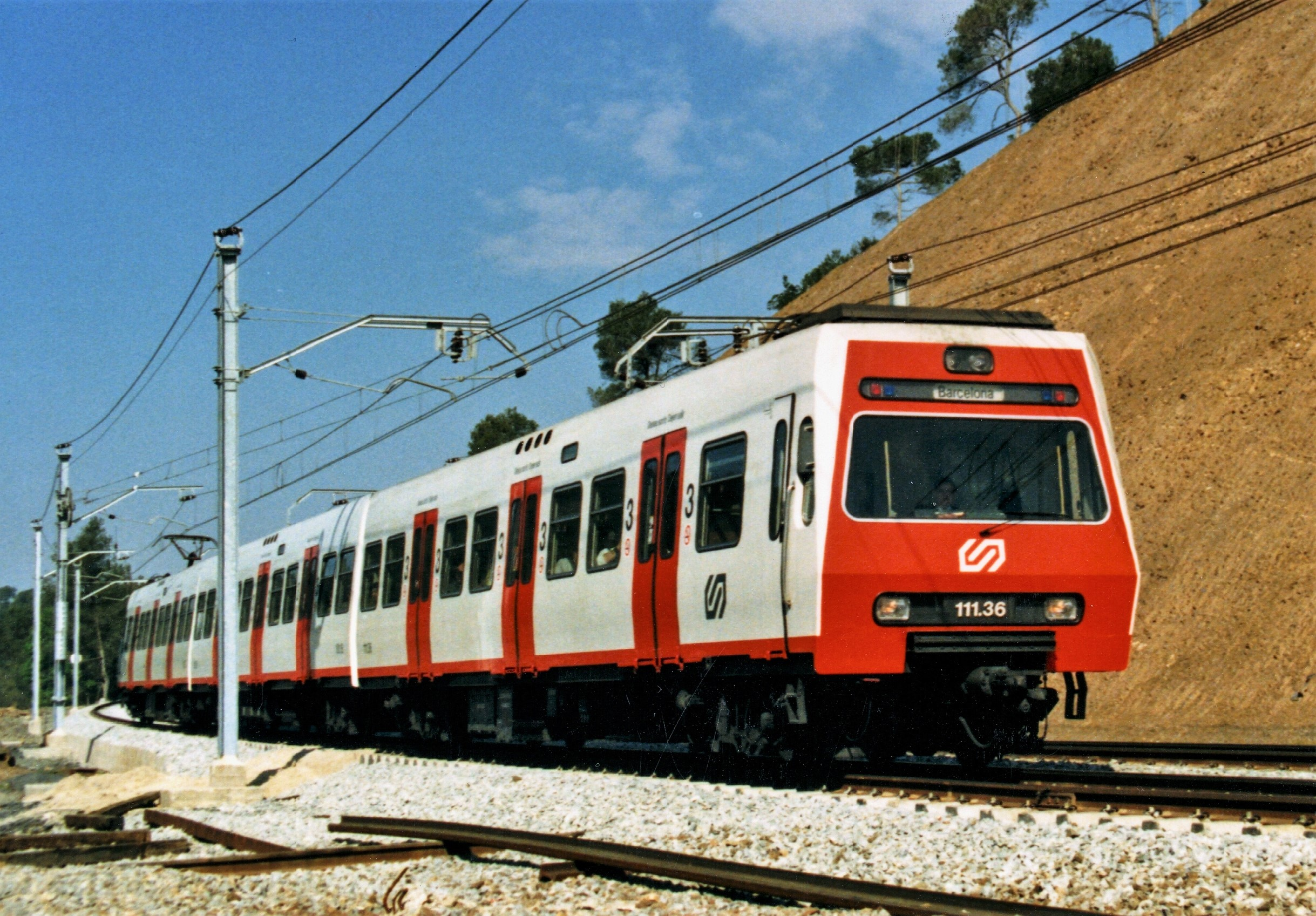
La UT 111.18 amb l'antiga numeració, l'any 1990.

Les UT de la sèrie 111 sempre han estat decorades de la mateixa manera, en color blanc amb les portes i una petita franja a la part inferior de la caixa de color vermell. Inicialment, la numeració dels trens va ser la següent:
- Els cotxes motors M1, costat Terrassa/Sabadell, van rebre els números senars entre el 111.01 al 111.39.
- Els cotxes remolcs intermedis es van numerar del 181.01 al 181.20.
- Els cotxes motors M2, costat Barcelona, van rebre els numeros parells entre el 111.02 i el 111.40.

Així, per exemple, la primera UT estava numerada com a 111.01-181-01-111.02, i la darrera com a 111.39-181.20-111.40.
El mes de desembre de 1995 es va modificar la numeració dels trens, en concret dels cotxes motors, de la següent manera:
- Els cotxes motors situats pel costat Terrassa/Sabadell van passar a estar numerats correlativament del 111.01 al 111.20.
- Els cotxes motors situats pel costat de Barcelona van passar a estar numerats correlativament del 111.51 al 111.70.

Per tant, per exemple, la primera UT es va renumerar com a 111.01-181.01-111.51, i la darrera com a 111.20-181.20-111.70.